# Майкорский район
Ма́йкорский район — административно-территориальная единица Верхне-Камского округа, Уральской области, существовавшая в 1924—1931 годах.

## История
Майкорский район был образован в январе 1924 года. Районный центр — завод Майкор. 26 февраля 1925 года западная часть района была передана образованному Коми-Пермяцкому национальному округу. 10 июня 1931 года Майкорский район был ликвидирован.

## География
Район расположен на юго-западе Верхне-Камского округа. Граничил с Березовским и Ленвенским районами округа, Юрлинским и Юсьвинским районами Коми-Пермяцкого национального округа, а также Чёрмозским районом Пермского округа.
Площадь района в 1926 году — 1,6 тыс.км². Поверхность района представляет собой преимущественно равнинную местность с расположенными здесь небольшими возвышенностями. Река Кама проходит по восточной границе района, в южной его части протекает река Иньва, правый приток Камы. Растительность района представлена елово-пихтовыми лесами, с небольшой примесью сосны.

## Население
Население района в 1926 году составляло 12,7 тыс. человек. Из них русские — 91,4 %; коми-пермяки — 7,1 %. Дети школьного возраста — 7,4 %, грамотность населения — 55,1 %.

## Экономика
Промышленность в районе была представлена чугунно-плавильным заводом в Майкоре, принадлежащим тресту «Уралмет». На нем работало 295 рабочих и ещё 187 человек было занято на углежжении этого завода. В Пожве находился механический завод — 420 человек.
Мелкая промышленность района обслуживала исключительно потребительские нужды местного населения, было занято 166 человек.

### Сельское хозяйство
Сельское хозяйство района было потребляющим, собственным хлебом покрывалось лишь 64,6 % местных потребностей. Основные хлебные культуры: озимая рожь — 40,2 %, овёс — 41,6 %, ячмень — 16,1 %. Значительно развито птицеводство. На одно хозяйство приходилось: рабочих лошадей — 0,9, коров — 1,4, взрослых овец — 2,3.

## Климат
Средняя годовая температура +1 градус, количество осадков 500 мм.

## Транспорт
Транспортная сеть района обслуживалась рекой Камой и трактом Карагай — Майкор — Ленва.